# Hippodromen, Helsingfors

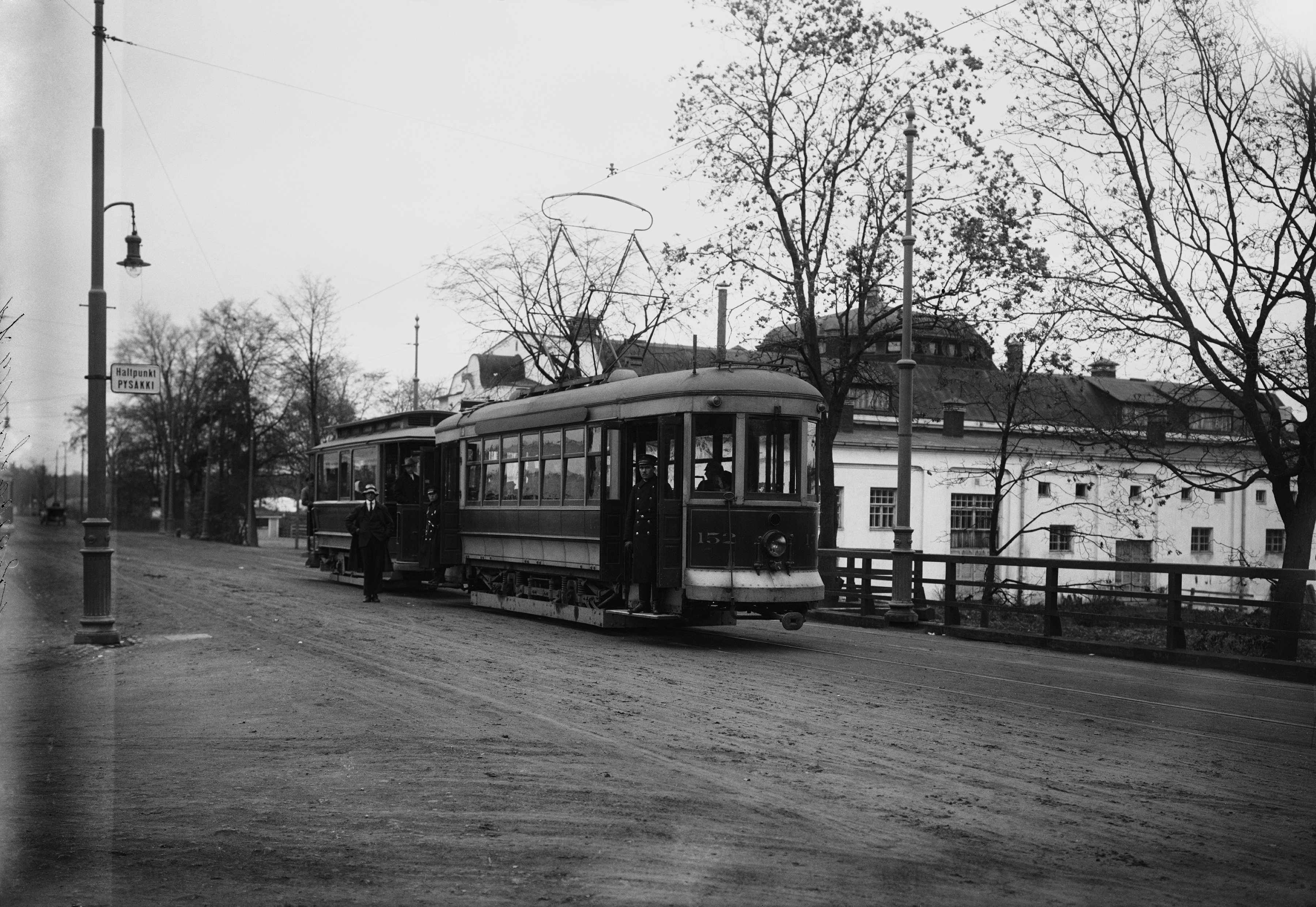
Mannerheimvägen utanför Hippodromen,1922

Hippodromen (finska: Hippodrom) var ett rid- och cirkushus, som låg vid Mannerheimvägen i Tölö i Helsingfors, på norra delen av nuvarande Tölö sporthall. Den ritades av K.A. Andersson och byggdes 1910. Det fanns lägre flyglar på båda sidor av den högre centrala delen av manegebyggnaden, och ovanför den välvda dörren stod texten Hippodrom. Manegens läktare hade plats för 1 000 personer, och det fanns stallplats för 40 hästar. Ridlektioner och gästcirkusföreställningar leddes mellan 1910 och 1926 av Carl Ducander (1858–1943).
Hippodromen låg vid Mannerheimvägen 19. På granntomten, vid Mannerheimvägen 17, färdigställdes 1935 
Mässhallen, ritad av  Aarne Hytönen och Risto-Veikko Luukkonen. Hippodromen revs 1949, och 1950 byggdes på dess plats en utbyggnad av Mässhallen, kallad B-Mässhallen eller Lilla Mässhallen.